# Lazar Hristov
Lazar Hristov (n. 17 februarie 1954) este un canoist ce a reprezentat Bulgaria, medaliat olimpic. A participat la 2 ediții ale Jocurilor Olimpice (1976, 1980) în care a câștigat o medalie de bronz.